# 色素

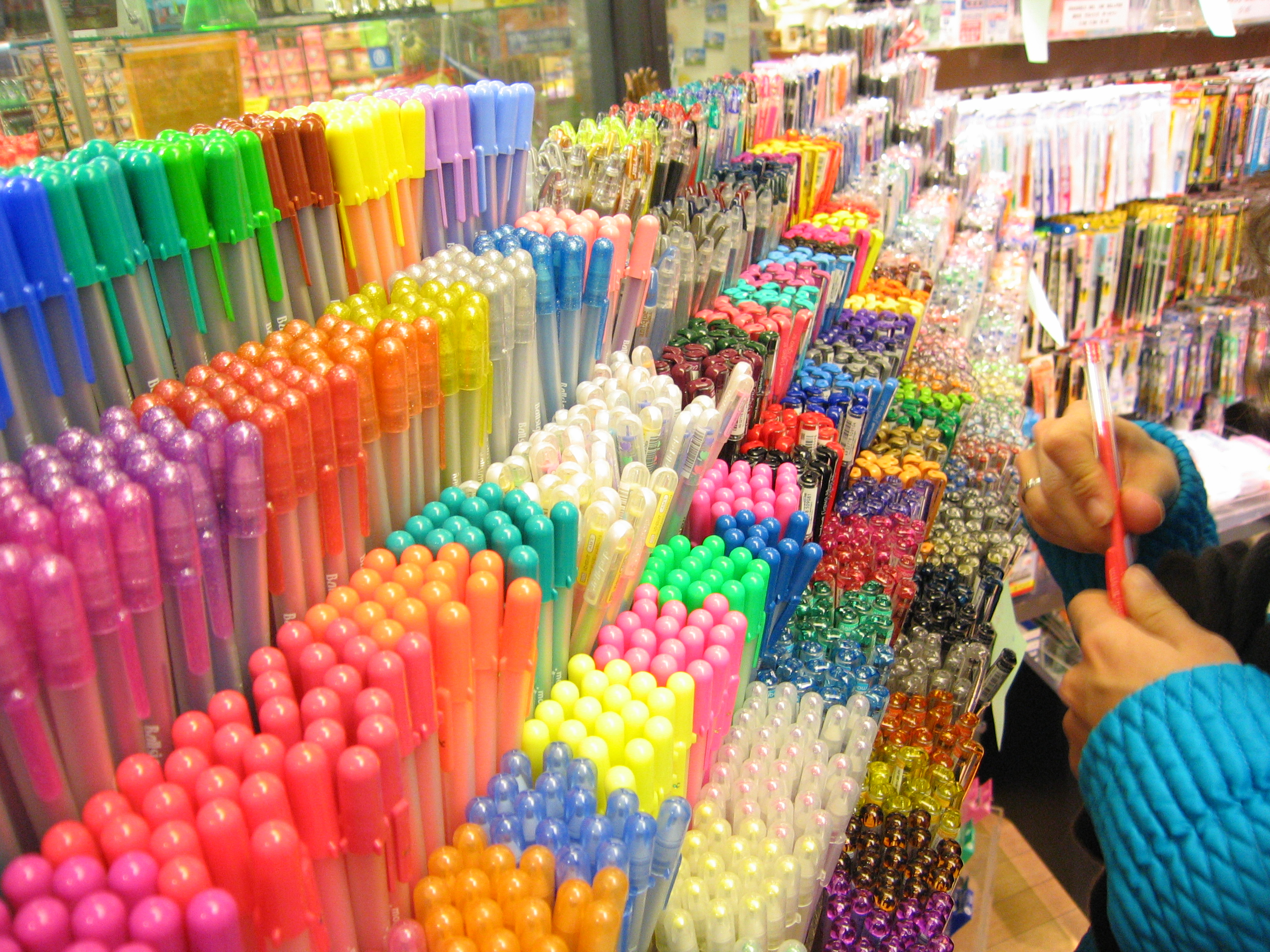
合成色素を利用した製品

色素（しきそ、coloring matter, pigment）は、可視光の吸収あるいは放出により物体に色を与える物質の総称。
色刺激が全て可視光の吸収あるいは放出によるものとは限らず、光の干渉による構造色や真珠状光沢など、可視光の吸収あるいは放出とは異なる発色原理に依存する染料や顔料も存在する。染料や顔料の多くは色素である。応用分野では色素は染料及び顔料と峻別されず相互に換言できる場合がある。色素となる物質は無機化合物と有機化合物の双方に存在する。

## 概論
光の吸収あるいは放出は物質を構成する電荷と光子の相互作用の結果である。電子のエネルギー準位に相当する光の波長は多くの場合紫外領域に存在し、分子の電気双極子の振動に相当する光の波長は赤外領域に存在する。したがって、可視光を吸収あるいは放出する色素となりうる化合物は少数である。また、通常存在する状態で目で色を感じるほどの呈色を示さないものは色素としてみなされない場合が多い。
また、実際には、単純に色素が光の吸収あるいは放出した光に、物質粒子による表面散乱や反射、透過、屈折、干渉などの光学的な効果が重畳する。したがって、色素の色と、それを含む物質の見た目の色とは必ずしも一致しない。
かつては特定の置換基、構造が色素の発色原因と重要視された時代もあったが、現在では分子の構造が可視光の吸収あるいは放出に適したエネルギー準位の分子軌道やバンドギャップを持つことが発色に重要な要素であると考えられている。したがって、経験に基づく色素の設計から、今日では色素を設計するために分子軌道法やバンド理論などの計算機化学によるシミュレーションにより、理論に基づいた設計を行うことも可能になりつつある。

## 生物が持つ色素の機能
生物が獲得した色素の機能を役割別に見ると、生体の内部組織の生理活性に寄与する色素と、生物の進化に寄与するシグナル理論で利用される求愛行動や保護色、警告色（警戒色）のような色素に大別することができる。
生理活性では、植物に由来する色素が非常に多い。なかでも代表的な色素が光合成を行う葉緑素（クロロフィル）である。葉緑素は太陽光の中から赤から近赤外の光エネルギーを効率よく吸収する為の色素である。その上、光エネルギーの収集効率を上げるためにわずかに極大吸収を換えた複数の色素が配置され、中心の色素分子に光エネルギーが集中するようになっている（アンテナ色素、光受容性タンパク質に詳しい）。クロロフィル類以外にもカロテノイドやフィコビリンなど多種多様な光合成色素が知られている。
動物や細菌にも広く分布する光受容体においても色素が光シグナルを受容する重要な役割を果たしている。その代表はヒトの色覚を担うロドプシン類である。植物では、日長の測定して開花を調節するなどいわゆる概日リズムに関わる赤外線受容体のフィトクロム、紫外線や青色光受容体のクリプトクロム、光屈性に関与するフォトトロピンなどが知られている。また紫外線によるDNA損傷を防止するメラニンの機能も色が生物学的機能を持つ例である。人間の胎児では発生過程で神経節から生じる聴覚や視覚の原基である眼胞、耳胞には早い時期からメラニンの沈着が認められている。酸素を運搬を担う重要な色素のヘムには、中心金属が鉄であるヘモグロビンとミオグロビン、あるいは金属が銅であるヘモシアニンとが存在する。チトクローム等ほかにも生体内では種々の色素として存在する。
一部の生物は、これらの色素を生存戦略や繁殖戦略に応用している。色素は動物が獲得した五感とよばれる感覚器のうちの視覚に対して応用される。個体が自己防衛のためにen:Venom（生体が他者を攻撃するために使用する液体毒）を獲得することがあるが、これを保持していることを色覚に提示し、有害であることを「正当に」示して（英: Honest signals）攻撃を避ける。一般的には色素が明るくて目立つほど、獲得している生物毒が強いと認識され、色素には赤、黄、黒、白が効果的に使われている。また、毒は持たないがこれに類似した色の提示をして自身への攻撃を避ける警告色、また体表に色素胞を提示したり、皮膚組織に沈着させて周囲の環境と同化させ保護色としている例がある。また昆虫や鳥類など多様な植物で、体の一部に鮮やかな色彩で異性を惹きつける求愛行動に利用している例が知られる。ただし、色素にだけ寄らず光の反射や屈折など構造的な発色や、形状の変化（擬態など）、他の感覚や行動の併用も見られる。植物では虫媒花で花弁や果実を特別に鮮やかに発色させて確実な結実を促す例が知られる。
これらの機能は生物が能動的に獲得したのではなく、変異のなかから有利に働いた自然淘汰の結果として残り増強された色素と考えられている。

## 人間活動における色素の応用
人間活動における色素の位置づけを考える時、人間の印象に与える色彩の影響力には強いものがある。それ故、種々の顔料あるいは染料が、市場で取引される商品に特徴を与えるものとして求められてきた。19世紀に有機化学が最初に実用化された分野の一つが染色の化学であった。同世紀に軽工業が産業化するとともに多くの色素が求められ、有機化学の発展とともに多くの色素が発見・開発された。また、色素による染色法を応用することで多くの細胞小器官が発見され細胞生物学の発展に色素が寄与した。そして、生物学と同様に生理学や医学の発展にも色素と染色とが応用され、医療技術の発展にも大きく寄与している。例えば、色素が持つ染色の選択性から、エールリッヒは「魔法の弾丸」という着想を得、それが化学療法剤の礎となった。
また現代社会に目を転じてみると、機能性色素は写真、コピー、印刷、光通信媒体、光記録媒体などを始めとして、色素は種々の情報メディアに大量かつ広範囲に利用されている。したがって、色素の存在なくしては今日の情報化社会は語ることが出来ない。
先の動物などが獲得した警戒色、保護色などを、人間の心理的な解釈へ応用した例（信号灯、ポリスラインなど）も見られる。色について、赤はヘモグロビン由来の血の色を連想させて興奮や攻撃、気分の高揚を、青系統の色は鎮静、白は清潔感などをイメージさせると説明されるが、なかには偏見による解釈の誘導も見られ、必ずしもそれらが人間が本来もつ生理学的な解釈とは言えないものも含まれている。

## 発色機構
前述のように発色は電荷と光子の相互作用なので、量子効率の高い物質では物質固有の特性である紫外吸収が長波長側にずれたり、あるいは近赤外吸収が短波長側にずれると、吸収スペクトルの裾野が可視領域にかかるので、色として認識される。また、セレン化合物のようにエネルギー帯間遷移のエネルギー準位の波長が可視領域と一致して呈色する場合もある。つぎに主な発色機構について説明する。

### 発色団説
有機化合物と色との関係に初めて言及したのはドイツ人化学者グラーベ (C.Grabe) とリーベルマン (C.T.Libermann) である。彼らは1868年に、色を持つ化合物には炭素、窒素、酸素の不飽和結合が含まれることを発見した。その後、ドイツ人化学者ウィット (O.N.Witt) が学説として纏め、ウィットの発色団説と呼ばれるようになった。この理論に基づき研究と実用化が進められ、19世紀終わりから20世紀初頭にかけて石炭化学工業を元にした染料化学工業が勃興した。
1876年にウィットは色を発現する化学構造に発色団（はっしょくだん、chromophore）という名称を与え、呈色の原因として必要な原子団を色原体（しきげんたい、chromogen）、染色性を高める為の置換基を助色団（じょしょくだん、auxochrome）と命名し、両者から色素が構成されるとした。ウィットは次の原子団を色原体とした。
>C=C<、>C=O、>C=N-、>N=N<、-N=O
そして、次の置換基を助色団とした。
-CH3、-OH、-NH2、-NHCH3、-COOH
また、1888年にイギリスのアームストロング (H.E.Armstrong) は呈色には分子内にキノン構造を持つ必要があるとしたキノン説を提唱した。これは発色団説の特定の場合であると考えられる。
その後、呈色の説明として分子軌道法による機構に発色団説はとって代わられた。したがって、今日の発色団や助色団の意味はウィットの提唱した当時とは異なる。分子軌道法による呈色機構は後に詳説するとして、今日において発色団の意味は、不飽和結合系に作用して共役系を延長したり電荷の偏りを偏重させる原子団を指す。例を次に挙げる。
>C=C<、>C=O、>C=N-、-N=N- (>N-N<)、-N=O、-N-O-、-NO2
また今日における助色団は塩を形成することで染色性を助け、且つ共役系に対して電子供与性あるいは電子求引性を示す置換基を指す。その多くは非共有電子対を持つ電子供与性置換基である。例を次に挙げる。
-CH3、CN、-COOH、-O-、-OH、-OR、-NH2、-NR2、-Cl、-Br、-NO2、-SO3H
したがって、助色団も積極的に呈色に関与しており、概念上は発色団に含まれるが、呈色に関わる主たる原子団を発色団と呼ぶ。

### 分子軌道論による発色機構
発色団説は染料化学に対して多大な影響を与えたが、物理学理論に基づいて光学的物性を説明するものではなく、また染料化学が発展するにつれ食い違う例も多く見られるようになった。今日では有機色素の呈色の多くは、共役π電子系が置換効果によりその吸収スペクトルを移動させたり、吸収強度を増大させることで物質の可視領域の吸収が増大して呈色すると考えられている。一般に長大な共役π電子系はより長波長側に吸収帯を持つ。次に縮合芳香環の環の数と極大吸収波長の例を示す。
- ベンゼン（無色） - 255nm
- ナフタレン（無色） - 286nm
- アントラセン（淡青色） - 375nm
- ナフタセン（橙色） - 477nm（可視領域に極大吸収）
- ペンタセン（濃紺） - 575nm（可視領域に極大吸収）

上のグラフの吸収度は量子収率を加味して模式図としてスケーリングして示している。可視領域の上部には透過光の色を示し、可視領域以外の部分は灰色で示している。ベンゼンおよびナフタレンは可視領域に吸収を持たないために無色である。アントラセンは可視領域に吸収を持たないが、可視領域に蛍光を持つ為に淡青色に呈色している。ナフタセンは紫〜黄色にかけて吸収を持つ為に補色である橙色に呈色する。ペンタセンは可視領域全般に強い吸収を持つものの、青色領域に吸収の極小値を持つ為に濃紺色に呈色する。
また、前述のように、多くの置換基が置換基効果により吸収スペクトルに作用する。したがって発色団や助色団の構成によっては比較的短い共役π電子系であっても強く呈色する。

### 配位子吸収帯
遷移金属元素を含む化合物で、配位子場の作用で内殻の不対電子の励起による配位子吸収帯が可視領域と合致して発色する場合があり、結晶場着色とも呼ばれる。代表的な例ではルビーが挙げられる。ルビーはコランダムを構成しているAlの一部がCr3+に置換した構造を持つ。配位子場の影響でCr3+の内殻励起は紫と黄緑に配位子吸収帯を持ち、透過光は赤色に見える。同様な例として、他にもエメラルド、ヒスイ、アクアマリン、トルコ石、クジャク石あるいはザクロ石などが挙げられる。

### 電荷移動吸収帯
異なる金属イオン間の電荷移動や分子軌道間の電子遷移のエネルギーに起因する電荷移動吸収帯が可視領域と合致して発色する場合がある。たとえばサファイアはコランダムに不純物として含まれたFe2+とTi4+のイオン間で電子遷移が発生する際に約2電子ボルトのエネルギー差がある。その為、電荷移動吸収帯は黄色から赤にかけて吸収を持ち、透過光は青色を示す。同様な機構で酸化鉄Fe3O4、鉛丹Pb3O4も呈色することが知られている。

### エネルギー帯間遷移
金属や半導体などバンド理論で説明されるエネルギー帯を持つ物質の一部に、禁止帯幅が可視領域に合致する為に色として現れる光学的性質を持つ物質も存在する。
例えば、辰砂(硫化水銀(II))は禁止帯幅が2.1電子ボルトである。そして、黄色以上の光エネルギーは電子の励起に利用されるので吸収され、それ以外は反射されるので赤く見える。カドミウムイエロー (CdS) は2.6電子ボルトで紫以上が吸収されて黄色に、セレン化カドミウムは1.6電子ボルトで可視領域すべてが吸収されるため黒ずんで見える。

## 主な色素の区分・名称
色素は特徴、用途などを表す語とともに区分され呼び表されるが、次に代表的な区分・名称を示す。

### 由来による分類
- 天然色素
  - 動物性色素
  - 植物性色素
  - 鉱物色素
    - 無機顔料
- 合成染料・合成顔料（合成色素）
  - 有機色素
  - 有機顔料

### 用途・機能による分類
- 染色性による分類
  - 直接染料
  - 酸性染料
  - 塩基性染料・カチオン染料
  - 媒染染料
  - 建染染料
  - ナフトール染料（アゾ染料）
  - 反応染料（反応性染料）
  - 分散染料
  - 酸化染料
- 蛍光増白剤
- 指示薬
- 生体染色用色素
- 臨床検査用色素
  - インドシアニングリーン
- 医薬品用色素
- 食用色素
  - アゾ色素
  - タール系色素
- 化粧品用色素
- 写真用色素
  - 増感色素
  - シアニン色素
    - クリプトシアニン
    - ネオシアニン

  - 減感色素
- 感光色素
- 感圧色素
- 感熱色素
- レーザー色素
- アンテナ色素
- 錆止顔料
- 防汚顔料
- 導電性顔料
- 磁性顔料
- 光導電性顔料
- 耐摩耗性顔料
- 防振防音性顔料
- 真珠顔料
- 蛍光顔料
- 蓄光顔料
- 示温顔料

### 染料として使用される色素
- アゾイック染料
- アゾ染料
- アクリジン
- アニリン染料
  - アニリンブラック
- インダンスレン
- エオシン
- コンゴーレッド
- ジヒドロイントール
- メチレンブルー
- フェナジン誘導体色素
  - ニュートラルレッド
- フェノールフタレイン
- フクシン
- フルオレセイン
- パラレッド
- モーブ

### 生体由来の色素
- カロチノイド
  - カロチン
  - キサントフィル
  - クリプトキサンチン
  - ゼアキサンチン
  - フコキサンチン
  - リコピン
  - ルテイン
- フラボノイド
  - フラボン類
  - フラバノン
  - アントクロール
  - アントシアン
  - カテキン
- キノン類の色素
  - メラニン
- ポルフィリン系色素
  - クロロフィル
    - クロロフィリド

  - バクテリオクロロフィル
  - チトクロム
  - フェオホルビド
  - フェオポルフィリン
  - ヘムエリトリン
  - ヘモグロビン
  - ヘモバナジン
  - ヘモシアニン
  - ポルフィリン
  - ポルフィン
  - ミオグロビン
- フィコビリン系色素
  - フィコシアニン
  - フィコビリン
  - フィコエリスリン
  - フィトクロム
  - ビリベルジン
  - ビリルビン

- アリザリン
- アントシアン
- アントラキノン
- インディゴ
- ウロビリン
- エリトロクルオリン
- カルタミン
- キサントンマチン[1]
- クルクミン
- クロセチン
- クロリン
- クロロクルオリン
- ゲニステイン
- コチニール
- ゴッシポール
- コンメリニン
- シコニン
- ステルコピリン
- タンニン
- ツラシン
- ビキシン
- ヒペリシン
- ピンナグロビン
- ブラジリン
- プルプリン
- ベタシアニン
- ベルベリン
- ホルビリン
- マンゴスチン (mangostin)
- モリンジン
- ラミナラン
- レグヘモグロビン
- リトマス
- ロドプシン
- ロドキサンチン
- ロドマチン